# 柳家三亀松
柳家 三亀松（やなぎや みきまつ）は芸人の名跡。
- 初代柳家三亀松 - 本項にて記述
- 二代目柳家三亀松 - 当該項目にて記述

初代柳家 三亀松（やなぎや みきまつ、1901年9月1日 - 1968年1月20日）は都々逸、三味線漫談家、粋談。本名∶伊藤 亀太郎。出囃子は『佃』。東京演芸協会会長。当時住んでいた住所から「池之端の師匠」と呼ばれた。戦前は主に吉本興業所属。

## 経歴
東京の木場の材木職人の家に生まれ、小学校卒業後家業を手伝ったり、材木問屋に奉公に出たりしたが生家は芸事好きで幼少のころから都々逸、長唄、小唄、新内節、清元節等の修行をし十代の後半に流しに出るようになり、一方1918年に幇間の桜川梅平に入門し出身地の木場から桜川木場平や寿五六、揚羽家二三平などを名乗り深川、赤坂、芝浦などを転々も長続きせず本格的に流しになる。関東大震災で仕事が減り天狗連の芸人となり憧れであった太神楽芸人の湊家小亀に因んで湊家亀松で寄席に出演するようになる。
1925年に初代柳家三語楼の門下となり、晴れて柳家三亀松と名乗る。
1932年9月に宝塚歌劇団の12期生の高浪喜代子と結婚し新居を日本橋浜町に転居。2年後根津宮永町に3年ほど住んだ。
吉本興業の専属となってからは阪東妻三郎や大河内傳次郎の形態模写を取り入れた映画漫談やお色気の音曲漫談等を始める。特にお色気の音曲漫談では『アハァーん』や『イヤァーん』などの女性の鼻の掛かった名文句で売り出す。余りに過激すぎて寄席で禁止令が出るほどだった。その後1934年8月より、日本のSPレコードの検閲が始まり三亀松のレコードも多くが発禁処分となった（実に31枚のレコードが発禁になっている）。発禁を逃れるために芸名を変えてレコードを販売するなどした時期もあった。
柳家金語楼と並ぶ、東京吉本の大看板でもあり、戦前の吉本では、金語楼と共にトップクラスの高給取りであった。1935年頃、サラリーマンの初任給が帝大卒で60円から70円という時代に、500円から700円の月給をもらっていたという（もっと多かったという説もある）。戦時中は吉本興業の慰問団わらわし隊にも参加した。その後池之端に住んでいたが戦時中は埼玉県長瀞に疎開。
戦後は解禁され、テレビや寄席で活躍をする。また住まいも池之端にあった。
1963年、東京・大阪で芸能生活40年興行が行われた（東京は5月12日大手町サンケイホール）際、東京では美空ひばり、江利チエミ、兄弟子の柳家金語楼が、大阪でも大看板の噺家がゲストとして呼ばれた。なお、大阪での司会は3代目桂米朝が勤めた。1965年には活躍が認められ芸術祭奨励賞を受賞。
高座では江利チエミの父が、三亀松の三味線に合わせてピアノの演奏を務めていた。
死去の約8か月前、桂米朝の初の東京独演会が開かれた際、予算の都合で同行の対象から漏れた弟子の桂朝丸（のちの2代目桂ざこば）が、その不満を電話で三亀松に訴えたところ「金を出すから来い」と返事をして呼び寄せたことがある。
1968年1月20日、胃がんのため死去。66歳没。前年11月に発覚した際にはすでに数箇所に転移しており手遅れであった。一部書籍でフグの毒にあたって亡くなったと記されているものがあるが、誤りである。立川談志は後に、三亀松の通夜はこれぞ芸人という賑やかなもので花札の博打も行われたと回想している。

## 弟子
- 二代目柳家三亀松
- 柳家三亀坊
- 柳家小三亀松
- 柳家三亀次
- 柳家三亀平
- 柳家亀次
- 志賀晶
- 二代目柳家亀松

## 人物
私生活では非常に艶福家で上記の高浪喜代子以外にも3、4回結婚をした。またヒロポンの常習者であったため、中毒から抜けるのに10年以上かかったといわれる。
弟の隆啓は映画俳優だったが若くして戦争で亡くなっている。

## CD
- 都々逸名曲集（日本伝統文化振興財団、1997年）
- よそではめったに聴けないはなし"今夜は帰さない" （キングレコード、1998年）
- お笑い百貨事典６ 昭和26年~33年 民放ラジオ局開局にのって（キングレコード、2000年）
- 風流艶くらべ 艶笑粋談（キングレコード、2000年）
- 決定版!さのさ・都々逸（キングレコード、2003年）
- 三亀松 都々逸集（コロムビアミュージックエンタテインメント、2004年）
- “今夜はかえさない” 艶笑 柳家三亀松の世界1（キングレコード、2006年）
- “今夜はかえさない” 艶笑 柳家三亀松の世界2
- “今夜はかえさない” 艶笑 柳家三亀松の世界3
- “今夜はかえさない” 艶笑 柳家三亀松の世界4
- 聴いて得する日本の大衆芸2 艶笑よもやま噺（キングレコード、2006年）
- 聴いて得する日本の大衆芸4 下町浅草・演芸の町（キングレコード、2006年）
- 粋・艶 都々逸（日本音声保存、キングレコード、2006年）

他多数
※また、MC2人&DJによるトリオユニット、アルファが2002年にリリースした「エクスタシー温泉」の中で三亀松の声をサンプリングし、ジャケットにも三亀松の顔を起用している。

## 演じた俳優
- 長門裕之（「林家三平ものたがり おかしな夫婦でどーもスィマセーン！」、テレビ東京）
- 黒田有（舞台「吉本百年物語 百年感謝 これからもよろしく」）